# 松亭关
松亭关，又名小喜峰口、狮子峪，古关名。故址在今河北省唐山市迁西县洒河桥镇桃园大沟村（一说宽城县西南宽城县地方文物工作者实地考证宽城县城西南“南天门土城子古关隘遗址，即是辽代的松亭关”）。

## 特点
根据《武经总要》、《契丹国志》、《辽史》、《金史》、《元史》、《明实录》等宋至明初的早期文献记载，松亭关地处长城沿线，位于滦河流经之地，地势险要具有重要的战略地位。据此，松亭关应为长城与滦河交汇之处的潘家口，即汉唐之卢龙塞。宋朝时候弃用，明朝初期又恢复使用，但土木堡之变后再度弃用。